# ロベルト・ザイラー
ロベルト・ザイラー（Robert Seiler, 1908年5月1日 - 2000年）は、ドイツの指揮者。
ミュンヘンとベルリンでヘルマン・シェルヘンに指揮法を学ぶ。1945年から1949年までミュンヘン放送のディレクターを務める。1949年からニュルンベルク・ハンス・ザックス合唱団の指揮者を務めた。

## 著作
- Seiler, Robert (1947) (ドイツ語). Handels Ariengestaltung im Messias : ein stilkritischer Beitrag zur Kompositionlehre. Erlangen. OCLC 318178278

## 録音
- Beethoven, Ludwig van; Seiler, Robert; Appel, Erich; Nürnberger Symphoniker (1970s). Klavierkonzert Nr. 1 c-dur, op. 15 : 7 bagatellen op. 33.. Colosseum. OCLC 6600951